# Панайот Гелев
Панайот Сотиров Гелев е виден български художник, карикатурист.

## Биография
Гелев е роден в 1939 година в село Желегоже (на гръцки Пендаврисо), Костурско, Гърция. Емигрира в България. Умира на 9 юни 2012 година.